# Gondomar (Vila Verde)
Gondomar ist ein Ort und eine ehemalige Gemeinde (Freguesia) im Norden Portugals.
Gondomar gehört zum Kreis Vila Verde im Distrikt Braga. Die Gemeinde hatte eine Fläche von 2,21 km² und 71 Einwohner (Stand 30. Juni 2011).
Am 29. September 2013 wurden die Gemeinden Gondomar und Aboim da Nóbrega zur neuen Gemeinde Aboim da Nóbrega e Gondomar zusammengeschlossen.